# Вакс, Борис Арнольдович
Борис Арнольдович Вакс (15 апреля 1889, Бердичев, Киевская губерния, Российская Империя — 1941?) — русский советский драматург и театральный критик, переводчик, журналист.

## Биография
Родился 15 апреля 1889 года в Бердичеве, в еврейской семье. Отец — Арон-Айзик Герш-Гдальевич Вакс. Перед Октябрьской революцией эмигрировал из России по политическим мотивам. Учился в университетах Италии и Швейцарии. После победы большевиков вернулся в страну, в Гражданскую войну — военком Оперативного управления штаба Туркестанского фронта, начальник политотдела Управления по формированию и обучению войск, заведующий политотделом Туркфронта. После войны работал в Народном комиссариате иностранных дел. В составе делегации РСФСР участвовал в Генуэзской конференции. С 14 июля 1920 года в инструкторско-организационном отделе Наркомнаца (в 1922 году исполняющий обязанности заведующего этим отделом), с 14 декабря 1922 года научный сотрудник Федкомпроса Наркомнаца. В конце 1920-х годов служил в исполкоме МОПР, издательстве МОДП и журнале «Новый зритель», затем в отделе печати ЦК ВКП(б), заместителем главного редактора газеты «Кино», заведующим иностранным отделом газеты «Вечерняя Москва», ответственным секретарём журнала «Наука и жизнь», ответственным секретарём Союза революционных драматургов. Жил в Большом Козихинском переуле, № 23, кв. 25.
В литературной среде был известен в первую очередь как драматург. Автор пьес «Парижская коммуна», «Пока они сражались» (поставлена в филиале Малого театра в 1927 году). В конце 1930-х годов жил в Лаврушинском переулке в одной квартире со Шкловскими и Харджиевым. У Шкловских во время приездов в Москву останавливался Мандельштам, который запечатлел Вакса, озабоченного ремонтом своей комнаты, как «ремонтнодышащего Вакса».
Во время Великой Отечественной войны Борис Вакс вступил в народное ополчение и был направлен в 1-й батальон 22-го стрелкового полка 8-й Краснопресненской дивизии, где сформировались две писательские роты. Он был назначен политруком одной из рот, интендант второго ранга. Во время битвы за Москву попал в окружение и пропал без вести в октябре 1941 года. Однако впоследствии был выпущен секретный приказ, в котором Вакс обвинялся в переходе на сторону врага. По данным армии, он проживал на территории Смоленска, работал в качестве переводчика и носил немецкую военную форму. Дальнейшая его судьба неизвестна.

### Семья
- Жена — Эсфирь Самуиловна (Самойловна) Милькина[3]. Сын — Арнольд Борисович Вакс (1940—1997).
- Сестра — Клара Арнольдовна Хренникова (1908—2001), жена литературоведа Анатолия Тарасенкова, затем композитора Тихона Хренникова[16].
- Сестра — Мария Арнольдовна Арнази (в браке Баршак, 1898—?)[17], актриса немого кино.
- Брат — Михаил Арнольдович Инсаров-Вакс (1900—1979), кинооператор и сценарист, фотокорреспондент газет «Труд» и «Уральской рабочий», кавалер ордена Красного Знамени (1921).
- Брат — Лев Арнольдович Вакс, заведующий Главной редакцией Центральной студии документальных фильмов[18][19][20].

## Сочинения

### Пьесы
- 72 дня: Эпизод из времени Парижской коммуны: Пьеса в 3 актах, 4 картинах. М.: МОДП и К, 1925; 2-е издание — М.: Издательство ЦК МОПР СССР, 1930.
- Пока они сражались: Пьеса в 5 действиях: По теме романа Сириль-Берже / Б. А. Вакс, Э. Матерн. М.: Теа-кино-печать, 1928. — 80 с.; 2-е изд. — В переработке Бор. Вакс. М.: Искусство, 1940. — 160 с.
- Семьдесят два дня: Пьеса в 3 актах. М.—Л.: Государственное издательство, 1928.
- Волчьи ямы: Пьеса в 3 действиях, 5 картинах. М.—Л.: Государственное издательство, 1928.
- Москва тут не при чём!: Пьеса. М.: Теакинопечать, 1930.
- Наследник Раффке и К°: Комедия-сатира (по теме романа А. Ландебергера) в 5 действиях / Б. А. Вакс, Э. Матерн. М.: Теакинопечать, 1930.
- Рвачи: Драма в 4 актах. М.: Огиз — Л.: Государственное издательство художественной литературы. Сектор искусств, 1931.
- Причал: Пьеса в 4 актах. М.—Л.: Огиз — Государственное издательство художественной литературы. Сектор искусств, 1931.
- Испорченное представление или старший лакей короля аглицкого: Театрально-экранное зрелище в 38-ми явлениях. М.: Государственное издательство, 1925.

### Публикации
- От Октября до Генуи: Международные отношения РСФСР. Справочник / Составил Борис Вакс. М.: Издательство Народного комиссариата иностранных дел, 1922. — 130 с.

### Переводы
- Торрес А., Экстренный выпуск : Пьеса в 5 д. (по Л. Вайценкорну) / Анри Торрес; Перевод с французского Борис Вакс и Э. Матерн Переработка Борис Вакс. — М.: Центр. упр. по распространению драматургич. продукции Цедрам, 1936. — 68 с.
- Толлер Э., Дело об убийстве : Драма в 4 актах / Эрнст Толлер; Перевод с немецкого и переработка пьесы «Слепая богиня» Борис Вакс. — М.: Центр. бюро по распространению драматург. продукции Цедрам, 1934.
- Пауль Е., Товарищ министр : Полит. сатира в 4 актах Евгения Пауль / Авторизованная переработка и перевод с немецкого Борис Вакс; Евгений Пауль. — М.—Л.: ГИХЛ, 1931. — 60 с.
- Даниэль М. Н. Четыре дня. (Юлис): Героическая драма в 3 актах / Авторизованный перевод с еврейского Борис Вакс. М.: Искусство, 1940. — 98 с.